# Edipo (Dryden)
La tragedia Edipo (Oedipus) è un adattamento dell'Edipo re di Sofocle, scritto da John Dryden e Nathaniel Lee. Pubblicato nel 1679, ottenne un enorme successo nelle sue rappresentazioni durante il periodo della Restaurazione della corona Inglese.

## Gli autori dell'Edipo, una tragedia
Da un punto di vista moderno questo dramma potrebbe apparire come un'opera comica, probabilmente per l'ampio uso di un linguaggio molto drammatico ed il finale sanguinolento del dramma, che richiama alla mente un massacro da film horror. Gli studiosi contemporanei della Letteratura inglese sono generalmente indifferenti verso l'opera, mentre, nei secoli scorsi la stessa è stata accolta alternativamente con entusiasmo e condanna.
La tragedia fu scritta da Dryden e Nathaniel Lee, ma si è incerti su quale parte abbia scritto il primo e quale il secondo autore. Secondo The London Stage, Dryden scrisse i primi due atti, Lee gli ultimi tre. Nella sua introduzione all'opera del 1808, Walter Scott dice che il primo e il terzo atto furono scritti da Dryden, mostrando una decisa superiorità sul resto. Ma, per la presenza di vari passaggi eccellenti nelle scene scritte da Lee, e per la sua uniformità generale, Scott suppone che tutta l'opera sia stata, alla fine, corretta da Dryden.

## Composizione e ispirazione dell'opera
L'Edipo fu originariamente scritta da Sofocle nel 430 a.C. e, in seguito, adattata da Seneca e successivamente da Corneille nel 1659. Nella prefazione alla tragedia Dryden fa riferimento a questi autori rivelando la sua opinione sulle versioni in latino e francese del dramma, entrambe inferiori all'opera originale di Sofocle.
Dryden riepiloga le caratteristiche salienti del teatro Greco. Una tragedia è composta da tre atti, ogni atto comprende generalmente una scena o due che sviluppano il dramma. Le unità di azione, spazio e tempo sono i tratti distintivi del teatro ateniese. Quello che Dryden disapprova del teatro Greco è che solo il personaggio principale appare costantemente in tutto lo spettacolo, mentre i personaggi secondari spesso appaiono una volta soltanto in tutta la tragedia.
L'adattamento di Dryden e Lee estende la trama dell'Edipo di Sofocle in due aspetti: aggiungendo due atti e introducendo una trama secondaria con altri personaggi, si tratta della storia d'amore tra Euridice e Adrasto. Nella prefazione al dramma, Dryden giustifica questa seconda storia come una concessione necessaria al gusto Inglese.

## Personaggi
- Edipo, figlio di Laio e di Giocasta, viene abbandonato per una terribile profezia: ucciderà suo padre e si mescolerà con sua madre.
- Laio, re di Tebe, ucciso da suo figlio Edipo secondo la profezia.
- Giocasta, moglie di Laio, sposa Edipo senza conoscere le sue origini.
- Euridice, figlia di Laio.
- Adrasto, principe di Argo, sconfitto da Edipo si innamora di Euridice.
- Creonte, fratello di Giocasta, acerrimo nemico di Edipo.
- Tiresia, un cieco veggente.
- Manto, figlia ed accompagnatrice di Tiresia.
- Alcandro, Diocle e Piracmon, sostenitori di Creonte.
- Emone e Dimas, soldati di Tebe.
- Lo spettro di Laio.
- Un Capitano di Tebe.
- Polibo e Merope, re e regina di Corinto, ritenuti erroneamente i genitori di Edipo.
- Egeo, amico di Polibo.
- Forbes, l'uomo che ha avuto in consegna Edipo bambino dalla madre Giocasta, affinché non si avverasse la profezia.
- Sacerdoti, soldati e cittadini.

### Edipo
Edipo è il protagonista della tragedia. Nella sua anima c'è intelligenza e autorità. È un mortale che ha svelato il segreto della Sfinge e chiama se stesso "figlio della Fortuna". In lui esiste il germe del peccato originale per il quale la sua sapienza diventa follia. Il destino travolge gli uomini e gli dei puniscono i peccatori. Sofocle vede il problema solo nel suo attenuarsi e lo sente vivo nel dramma eterno dell'umanità. Il suo Edipo è un uomo nel quale nascono tutte le contraddizioni, nel quale la vittoria è sconfitta e la sconfitta trasfigurazione. La stessa cecità di Edipo è, al tempo stesso, una metafora ed una realtà che sommerge, nella stessa poesia, mondi lontani e fantastici. Il poeta Sofocle ha portato l'uomo al suo grado più basso di degradazione e poi lo ha innalzato e purificato. Distruggendolo lo ha ricreato.

### Adrasto
Il principe Adrasto di Dryden è un eroe positivo, rispetto al personaggio nell'Edipo di Sofocle colpevole di omicidio. Il principe di Argo ama sinceramente Euridice e non esita ad accusare se stesso di aver ucciso Laio per poterla riscattare, mettendo la sua vita in pericolo.

### Euridice
Come Adrasto, Euridice è un personaggio presentato solo con tratti positivi. Preferirebbe morire invece di sposare Creonte, e come tutte le donne coraggiose, non è spaventata dalla morte. La morte infatti non può dividere il fortissimo amore di Adraso ed Euridice. 
Quando Creonte la uccide davanti agli occhi di Adrasto, questi immediatamente uccide Creonte, ma venendo a sua volta ucciso dai soldati di Creonte. 
Così la storia d'amore della giovane coppia finisce tragicamente, ma neppure la morte può dividerli. Invece di provare pietà per Edipo e Giocasta che alla fine si suicidano, è il fato di Adrasto ed Euridice che commuove e coinvolge spettatori e lettori dell'opera.